# Weit weg von Verona
Weit weg von Verona (Originaltitel: A Long Way from Verona) ist der erste Roman der britischen Schriftstellerin Jane Gardam. Er wurde 1971 veröffentlicht und erschien 2018 in der Übersetzung von Isabel Bogdan auf Deutsch. Der autobiografische Roman, der in einem Ort an der englischen Küste um 1940 spielt (während der Luftschlacht um England), dreht sich um die 12- und 13-jährige Ich-Erzählerin Jessica Vye und ihre Berufung zur Schriftstellerin.

## Handlung
Jessica (oder Jess) ist die Tochter eines Hilfsgeistlichen und lebt im (fiktiven) Badeort Cleveland Sands im Nordosten Englands. Im Alter von neun Jahren hatte sie dem berühmten (fiktiven) Schriftsteller Arnold Hanger, der zu Besuch in ihrer Schule gewesen war, einen Stoß Selbstgeschriebenes überreicht. Kurz darauf erreichte sie eine Nachricht von Mr Hanger: „Jessica Vye, du bist ohne jeden Zweifel eine echte Schriftstellerin!“
Der Roman hat nun keinen eigentlichen Plot, sondern schildert in drei Teilen einige Erlebnisse aus dem Leben der 12- bis 13-jährigen Schülerin:
- Teil I: Der Verrückte (im Original The Maniac)
- Teil II: Der Junge (The Boy)
- Teil III: Das Gedicht (The Poem)

Im ersten Teil schildert sie u. a., wie sie bei einem Spaziergang ab vom Wege in den Valley Gardens einem italienischen Kriegsgefangenen begegnet, der in völliger Verrücktheit mit einem Messer auf ein Blumenbeet einsticht. Jessica hält ihn davon ab, woraufhin der „Verrückte“ anfängt zu weinen.
Im zweiten Teil wird sie von ihrem Schwarm Christian, ein Jahr älter als sie und selbsterklärter Kommunist, zu einem Spaziergang in einer Arbeitersiedlung eingeladen. Dabei kommt es zu einem Luftangriff.
Der dritte Teil handelt von Jessicas Einreichung eines Gedichts bei einem landesweiten Wettbewerb. Der Preis im Wert eines Schecks von 20 Pfund wird tatsächlich ihr zugesprochen und ihr Gedicht mit dem Titel „Der Verrückte“ in der Times abgedruckt.
Der Buchtitel – Weit weg von Verona – bezieht sich implizit auf die von Jessica fortwährend verschobene Lektüre von Shakespeares Tragödie Romeo und Julia, die in Verona spielt.

## Auszeichnungen
Das Buch gewann 1991 den Phoenix Award der Children’s Literature Association. Dieser Literaturpreis zeichnet Werke aus, die mindestens 20 Jahre vor der Preisverleihung in englischer Sprache erschienen sind und im Zuge der Erstveröffentlichung keine nennenswerte Auszeichnung erhalten haben.

## Ausgaben
- A Long Way from Verona. Hamish Hamilton, London 1971
  - Weit weg von Verona, Übersetzung: Isabel Bogdan. Hanser, München 2018, ISBN 978-3-446-26040-5

### Rezensionen in deutschsprachigen Medien
- Ursula Scheer: Wie kommt der Blitzkrieg in den Bärlauchwald? In: Frankfurter Allgemeine Zeitung, 8. November 2018
- Franziska Augstein: Kleine Schriftstellerin im Luftkrieg, in: Süddeutsche Zeitung, 21. November 2018

### Internationale Rezensionen
- Barbara Bader: The nubiness of memoir and no plot, in: The New York Times, 7. Mai 1971